# Montfort (Izrael)

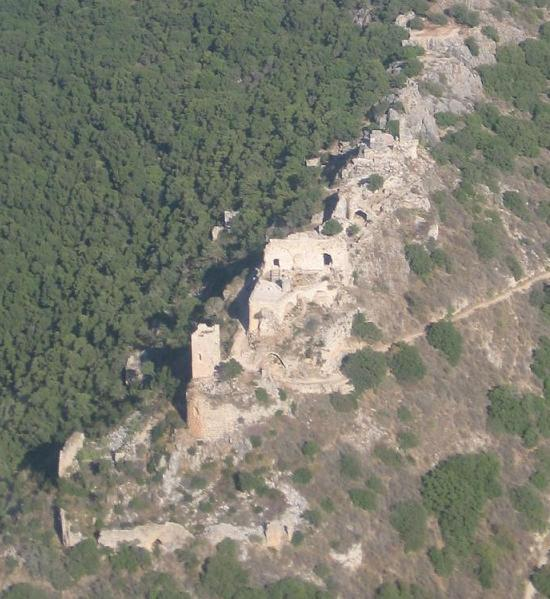
Letecký snímek hradu

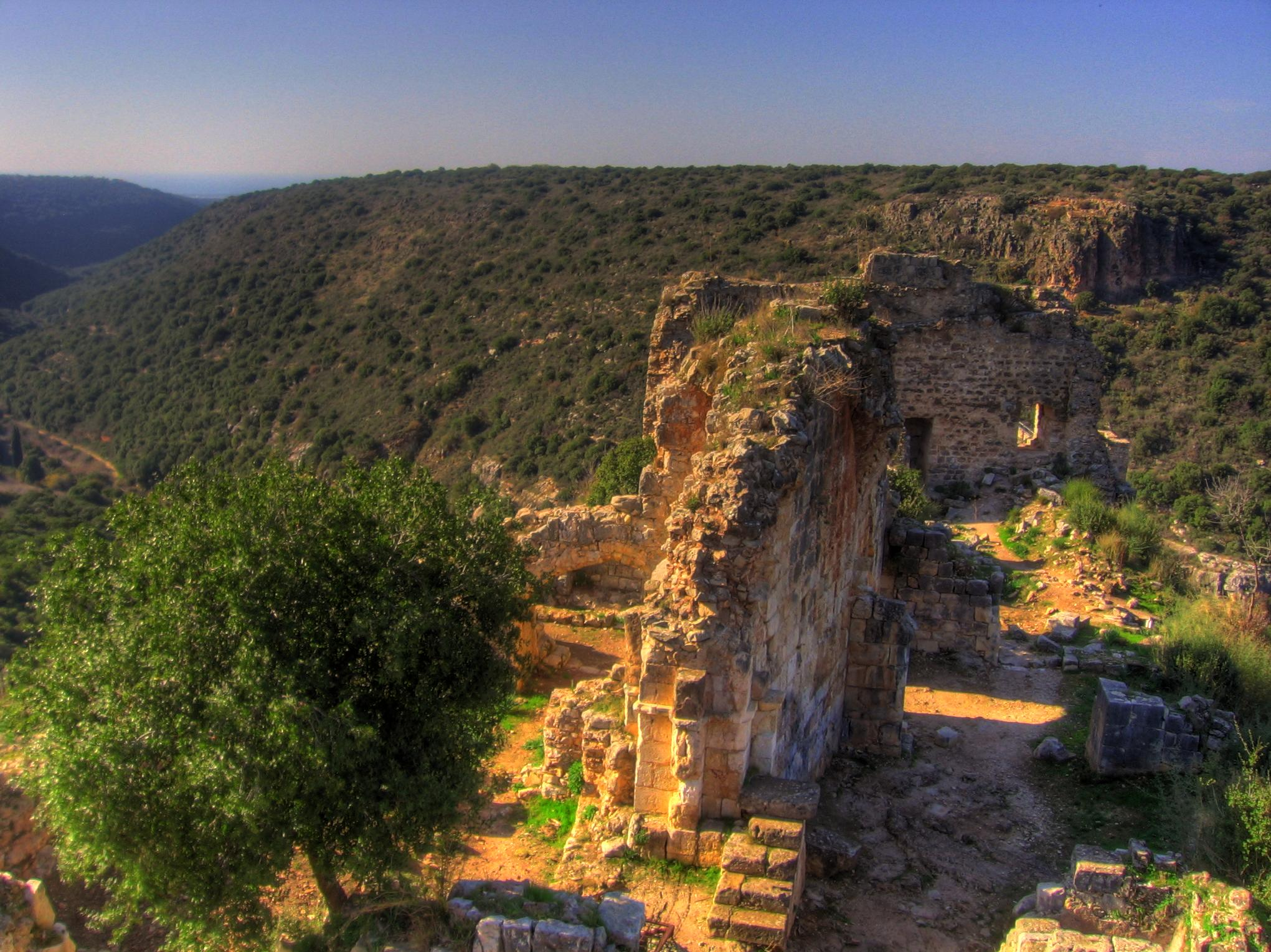
Montfort a svahy Nachal Kziv

Montfort (hebrejsky: מונפור, arabsky:  قلعة القرين, Qal'at al-Qurain or Qal'at al-Qarn, německy: Starkenberg) je zřícenina křižáckého hradu a národní park v Izraeli, v Severním distriktu.
Nachází se v Horní Galileji na jižních svazích údolí, kterým protéká vádí Nachal Kziv, cca 12 kilometrů od břehů Středozemního moře a cca 33 kilometrů severovýchodně od Haify.

## Historie
Hrad byl postaven křižáky v polovině 12. století. Zpočátku nešlo primárně o vojenský opěrný bod, ale spíše o zemědělský statek patřící pod křižácké centrum Castellum Regis (stálo na místě nynější nedaleké obce Mi'ilja). Teprve později byl areál opevněn. Součástí komplexu byla i vodní díla a hráz. V roce 1187 po bitvě u Hattínu hrad dobyli Arabové vedení Saladinem. Po pěti letech ho křižáci dobyli zpět. V roce 1220 byl Montfort majetkově oddělen od křižáckého Castella Regis a prodán Řádu německých rytířů, kteří zde zřídili své správní centrum ve Svaté zemi. V zimě na přelomu let 1227 a 1228 zde pak probíhaly hlavní práce na přestavbě hradu. Podíleli se na nich členové Řádu německých rytířů i účastníci Šesté křížové výpravy původem z Německa, kteří právě dorazili do Svaté země.
V roce 1271 byl Montfort dobyt mamlúky.
V roce 1926 probíhaly v prostoru zřícenin Montfortu archeologické výzkumy. Areál se zachoval v hrubých obrysech dodnes, včetně komplexu opevnění.